# 3884 Alferov
A 3884 Alferov (ideiglenes jelöléssel 1977 EM1) a Naprendszer kisbolygóövében található aszteroida. Nyikolaj Sztyepanovics Csernih fedezte fel 1977. március 13-án.